# Mercedes-Benz Econic
Mercedes-Benz Econic este un camion produs de Mercedes-Benz în 1998. 
Acesta este utilizat pentru colectarea deșeurilor, în cazul incendiilor și în situații de urgență și de serviciile de la aeroport.
Greutatea maximă brută a vehiculului este de 18 de tone (4x2) și 26 de tone (6x2 / 4). Motorul este un sase cilindri OM 906LA diesel, cu turbocompresor si intercooler, cu un volum de lucru de 6,4 litri, cu o putere de 231 sau 279 CP la 2300 rpm, conectat la o transmisie automată.
Este disponibil în variantele de 18 tone și de 26 tone.
Motorul diesel are șase cilindri în linie OM 906LA, cu turbocompresor și intercooler cu puterea de 231 sau 279 CP la 2300 rpm, conectat la o transmisie automată.
Econic a fost disponibil cu alimentare pe gaze naturale din anul 2002.